# Cymodegma buxtoni
Cymodegma buxtoni là một loài bướm đêm trong họ Noctuidae.